# Демидова, Алла Сергеевна
А́лла Серге́евна Деми́дова (род. 29 сентября 1936, Москва, СССР) — советская и российская актриса театра и кино, мастер художественного слова (чтец), педагог; народная артистка РСФСР (1984), лауреат Государственной премии СССР (1977), лауреат театральной премии «Золотая маска» (2022). Ведущая актриса Театра на Таганке (с 1964).
Вошла в историю отечественного искусства как «одна из самых значительных и стильных современных актрис». Обладатель глубокого трагедийного амплуа. Многие критики отмечали широкий стилистический диапазон актрисы, независимость и смелость её творческих решений, умение по-новому высветить классические образы, каждый раз проявляя «тонкое чувство литературного портрета, авторского стиля воссоздаваемой эпохи».
Алла Демидова — автор девяти книг и организатор собственного экспериментального театра, по-прежнему выступает с необычными литературно-поэтическими авторскими программами — пользуется и культовой популярностью, за нею закрепилась репутация современного «символа интеллигентности», прикосновенного «к священным явлениям духовной жизни общества».

## Биография
Родилась 29 сентября 1936 года в Москве. Её отец, Сергей Алексеевич Демидов, из рода легендарных золотопромышленников, был в 1932 году репрессирован, но вскоре выпущен на свободу. Когда началась война, С. А. Демидов ушёл на фронт добровольцем и погиб при  освобождении Варшавы 20 января 1945 года. У дочери почти не осталось о нём воспоминаний: «…Помню, как отец приехал на побывку с фронта и мы спускались с горки: он на лыжах, а я — стоя на его лыжах сзади, вцепившись в его ноги…», «Я, совсем маленькая, шагаю к нему через всю комнату, а он распахнул навстречу руки и подхватил меня, и это было счастье. Потом помню — папа приехал с фронта на побывку. Ради такого случая меня разбудили среди ночи. Он подарил мне лису — мягкую игрушку. Я долго спала с ней в обнимку. А когда я повзрослела, мама её кому-то отдала». «…У меня слишком мало было в детстве любви, чтобы вспоминать о нём с любовью», — позже писала она.
Во время войны девочка жила у бабушки во Владимире (село Нижнее Сельцо). По окончании войны Аллу воспитывала мать, Александра Дмитриевна Демидова (в девичестве — Харченко), работавшая на кафедре экономического факультета МГУ младшим научным сотрудником по специальности кибернетика и экономическое программирование. Мать повторно вышла замуж. Умерла в возрасте 92 лет.
Алла Демидова вспоминала, что уже в пятилетнем возрасте, отвечая на вопросы взрослых о планах на будущее, говорила, что мечтает стать «великойактрисой» (произнося это словосочетание слитно). В школьном театре женских ролей девочке не предлагали («Играла всё больше каких-то Бакул-бобылей»), зато она подготовила собственную чтецкую программу, куда входили монолог Катерины из «Грозы» и отрывок из «Анны Карениной».
В школе Демидова занималась в драмкружке, который вела Т. Щекин-Кротова, известная, в частности, по исполнению главной роли в спектакле А. Эфроса «Её друзья». «Мы бегали в Центральный Детский театр на этот спектакль, все были влюблены в молодого Ефремова, который играл застенчивого сибиряка. Он нам казался неотразимо красивым», — вспоминала актриса.
По окончании школы Алла Демидова попыталась поступить в Театральное училище имени Б. В. Щукина, но не была принята из-за плохой дикции. «Пришла на консультацию к педагогу В. И. Москвину… Даже не могла волноваться, ведь всю жизнь(!) готовила себя к этому. Спросили: Какую школу окончила? — Ответила: Фестьсот двадцать фестую. — Девочка, — сказал мне Москвин, — с такой дикцией в артистки не ходят!», — вспоминала позже актриса.
В том же году А. Демидова поступила на экономический факультет МГУ, попала на «лицейский» курс, из которого несколько человек стали академиками, и окончила его в 1959 году. Стараясь учиться как можно прилежнее, она «заглушала в себе мысли о театре, запрещала себе даже думать о нём…». По окончании университета Демидова стала вести семинары по политэкономии для студентов философского факультета. Актриса рассказывала впоследствии, что политэкономия дала ей многое, в частности, «чёткое и совершенно антимарксистское понимание, что великие общественные сдвиги происходят не по экономическим или производственным, а по иррациональным причинам. И не зависят ни от материальных причин, ни от человеческой воли».

### Начало профессиональной карьеры
На третьем курсе университета Демидова стала актрисой Студенческого театра МГУ, первое время — под руководством И. К. Липского; в спектакле «Коварство и любовь» (поставленном им незадолго до своей смерти) она сыграла служанку. В 1958 году руководить театром пришёл Ролан Быков, тогда ещё молодой актёр ТЮЗа. Первой серьёзной сценической работой Демидовой стала роль Лиды Петрусовой в имевшем успех спектакле «Такая любовь», поставленном в 1958 году Р. Быковым по пьесе П. Когоута при участии И. Саввиной, В. Шестакова, З. Филлера. Постановка явилась удачным результатом коллективного творчества всех участников; по словам А. Демидовой, на спектакль «пошла вся Москва». «Потаённое, сдержанное, маскируемое самоиронией страдание, которым актриса наделила этот образ, стало чертой многих её героинь, одной из вариаций её сценической темы», — позже отмечалось в одной из биографий актрисы.
После отъезда Р. Быкова в Ленинград театром некоторое время руководил режиссёр Л. В. Калиновский; Демидова сыграла в его спектакле «Здравствуй, Катя!», с которым затем на месяц поехала на целину, иногда играя на сдвоенных грузовиках. Его сменил С. И. Юткевич; с ним труппа не сработалась, произошёл раскол и часть артистов самостоятельно организовала набор в двухгодичную студию при Театре Ленинского комсомола. В студии (где руководителями были Михаил Шатров и Владимир Ворошилов, а режиссёром — О. Ремез. Последний был единственным из троих, о ком у Демидовой остались приятные воспоминания; она отмечала нестандартный, экспериментальный подход режиссёра к работе и сожалела, что впоследствии утратила с ним контакт). Демидова, по её словам, была «кем-то вроде зав. репертуарной частью — вывешивала расписание занятий, созванивалась с педагогами, следила за посещением». Через год актрису исключили за «профнепригодность» (как предполагала она сама — за параллельную работу в Студенческом театре МГУ). С М. Шатровым после этого она не здоровалась многие годы.

#### Щукинское училище
Вторая попытка Демидовой поступить в Щукинское училище оказалась успешной, но даже на этот раз её приняли «условно» — из-за дикции (которая так и осталась «с шипящими», хотя прорабатывалась предварительно логопедом). В 1959 году Алла Демидова начала учёбу на курсе педагога Анны Орочко, актрисы трагического амплуа, работавшей, в частности, с Е. Б. Вахтанговым. От своего первого педагога начинающая актриса получила «бесценную поддержку», которая была необходима ей, чтобы поверить в свои силы и начать овладевать профессией; с нею — «азарт и кураж быть на сцене». Тем не менее, много лет спустя в книге воспоминаний Демидова записала:
Иногда мне кажется, что профессию я всё-таки выбрала неправильно. И я не считаю, что моя жизнь удалась, что я самовыразилась. Может быть, когда в юности я была на перепутье, надо было выбрать другую дорогу. Но страх перепутья, «совковое» детство, боязнь жизни — надо было после университета начинать работать, я не была к этому готова (моё поколение вообще инфантильно — практически все начинали поздно) — заставили меня опять идти учиться. На этот раз судьба толкнула меня в Театральное Училище имени Б. В. Щукина, и дальше всё покатилось само собой.Демидова А. «Бегущая строка памяти». 2000.
На первом курсе Щукинского училища Демидова участвовала в спектакле Вахтанговского театра «Гибель богов»; вместе с двумя другими начинающими актрисами, одной из которых была Даша Пешкова, внучка М. Горького, она должна была «танцевать в купальничке, изображая шоу-гёрлз». «Каждый день на репетицию приходил Рубен Николаевич Симонов, постановщик спектакля, и начинал репетицию с этого танца в купальниках. И каждый раз он говорил: „Аллочка, по вас Париж плачет!“ — эта фраза стала рефреном», — вспоминала Демидова.
Случай на экзамене
На одном из экзаменов в МГУ профессор Копыл, видя, что студентка Демидова плохо разбирается в сельском хозяйстве, спросил её: «Девочка, а сколько яиц курица несёт в день?» — «Я мгновенно ответила: 'Десять'. По его реакции поняла, что сморозила глупость, и поправилась: 'То есть, два. Одно утром, другое вечером'», — вспоминала актриса. Этот анекдотический ответ попал в университетскую многотиражку.
В те годы, по её словам, «это казалось абсолютно естественным — и то, что мы репетировали в его кабинете в купальничках, и то, что он приглашал меня домой, читал стихи, рассказывал о своей жене… иногда приглашал меня в театры». Благодаря симпатии Р. Симонова Демидова была занята также в «Принцессе Турандот» (где играла одну из рабынь) и в танцевальных сценах «Стряпухи». Тогда же первокурсницу училища Аллу Демидову заметил приехавший в Москву с театром TNP Жан Вилар. Увидев, как она фехтует в гимнастическом зале, режиссёр сказал: «Вот закончите училище, приезжайте к нам в театр». Свой первый курс актриса называла во всех отношениях «трамплинным».
«Аристократические» манеры Демидова, как сама вспоминала, переняла у А. В. Брискиндовой, преподававшей в училище французский: «Мы, конечно, никогда ничего не учили, но её манеры, её поведение, её привычка доставать сигарету, разминать, что-то в это время рассказывая, потом вынимать из сумки и ставить на стол маленькую пепельницу — этот ритуал закуривания казался мне верхом аристократизма. Мне хотелось это сыграть. Поэтому в кино я всё время пыталась закуривать как Ада Владимировна. И думаю, что мне это ни разу по-настоящему не удалось». Размышляя о происхождении своей пресловутой «манерности», Демидова упоминала и влияние В. Г. Шлезингера: «Больше брать тогда было неоткуда — ни дома, ни в окружении. Но оттого, что я с ними работала и они мне нравились, я, чисто подсознательно, перенимала эту пластику и манеру поведения».
На сцене Щукинского училища Демидова сыграла ещё в трёх спектаклях: главную роль в «Далёкое» (А. Афиногенов, реж. А. Орочко), миссис Мун («Скандальное происшествие мистера Кеттла и миссис Мун», Дж. Б. Пристли, реж. В. Г. Шлезингер) и мадам Фризетт («Фризетт», водевиль Лабиша; реж. Александр Ширвиндт).
В 1957 году состоялся кинодебют А. Демидовой: в фильме «Ленинградская симфония» (режиссёр З. Аграненко, 1957) она сыграла эпизодическую роль кондуктора. Далее последовали малозаметные роли в фильмах «Девять дней одного года» (М. Ромм, 1961, студентка), «Что такое теория относительности» (С. Райтбурт, 1963, учёный-физик) и «Комэск» (1965, главный метеоролог). В первом из них Демидова поначалу снималась в массовке, но Ромм заметил молодую актрису и (как сама она вспоминала) «вытащил» её на «первый план». О двух других фильмах Демидова говорила: «Это была просто разведка. Я вообще относилась <в те годы> к кино подозрительно. Больше всего отпугивала система кинопроб: роль даже не оговорена, а ты стараешься доказать, что можешь её сыграть. В театре готовишься к роли задолго до премьеры».

#### Работа в трёх театрах
В 1964 году А. Демидова с отличием окончила Высшее театральное училище им. Щукина. Её дипломной работой была роль госпожи Янг в спектакле «Добрый человек из Сезуана», поставленном на курсе Юрием Любимовым. Считается, что этот спектакль (где поначалу именно Демидова была назначена на главную роль, но режиссёр предпочёл затем Зинаиду Славину, с которой до этого работал в постановке некоторых сцен «Укрощения строптивой») положил начало «эре Таганки», характерными чертами которой стали «почти забытые к тому времени традиции Мейерхольда в соединении с элементами политического театра Брехта, предполагавшего для актёра возможность временного выхода из образа и прямого контакта со зрительным залом».
Уже тогда зрители и коллеги отметили необыкновенную пластику актрисы. «В „Добром человеке“ она просто выходила на сцену и делала жест рукой, но его запоминали все. У неё была там не главная роль, но это совершенно не важно. Есть такое понятие в театре, как эффект присутствия. У Аллы Демидовой это всегда очень сильно чувствовалось», — рассказывал позже актёр Б. Хмельницкий.
По окончании училища А. Демидова решила поступить в Вахтанговский театр, причём была настолько уверена в своих силах, что даже не подготовила специального отрывка для показа. Её не взяли (отчасти, как она полагала, потому, что к IV курсу Р. Симонов к ней «охладел»: «Ведь если бы он очень захотел, он бы худсовет уговорил, — я не прошла из-за одного голоса»). Начинающая актриса восприняла это как трагедию; она интуитивно чувствовала, что «Таганка» и Любимов — не для неё. «Доброго человека…» они репетировали практически без меня, я вошла в последнюю очередь, когда некому было играть маленькую роль — мать лётчика. И я хорошо понимала, что я там «сбоку припёка», — вспоминала актриса.
В какой-то момент Алла Демидова участвовала в одной из постановок Театра им. Маяковского, подыгрывая Виктору Речману. Именно здесь Н. П. Охлопков (с подачи Речмана) предложил начинающей актрисе сыграть Гамлета, провёл с нею несколько вводных разговорных репетиций, но проект не осуществился. Демидова провела в театре месяц и, как сама говорила, «блудной овечкой вернулась на Таганку».
Театр на Таганке официально открылся в апреле 1964 года в помещении тогдашнего Московского театра драмы и комедии. Алла Демидова стала одной из основных актрис труппы, но долгое время не получала здесь больших ролей. Первой её ролью из классики на Таганке стала Вера в спектакле «Герой нашего времени»; дебют оказался провальным. «Была я, только что закончившая театральную школу, и был Лермонтов — недосягаемая вершина, на которую можно смотреть, только задрав голову. Но так ничего не увидишь!», — так объясняла неудачу актриса, отмечавшая при этом прекрасную инсценировку Н. Р. Эрдмана и нетрадиционное распределение ролей (Печорин — Н. Губенко, Грушницкий — В. Золотухин, драгунский офицер — В. Высоцкий).
В течение нескольких лет Демидова работала на Таганке в массовых сценах, потом в маленьких эпизодах, на износ, впоследствии удивляясь, как «хватило на это сил». Когда Любимов начал давать ей первые роли, Алла Сергеевна оказалась самой верной и послушной ученицей режиссёра; она считала себя его подмастерьем, инструментом («скрипкой Страдивари») и была удовлетворена этой ролью.

#### Первый успех в кино
Первый успех Алле Демидовой принёс фильм режиссёра Игоря Таланкина «Дневные звёзды» по мотивам автобиографической повести Ольги Берггольц. Сам фильм, из которого были вырезаны некоторые сцены, был положен «на полку»; пять лет спустя он был показан на кинофестивале в Венеции и принёс режиссёру «Золотую медаль участия».

«Дневные звёзды»
Роль была мне очень близка и интересна чисто творчески. Надо было сыграть не просто человека, Машу или Екатерину Петровну, а Поэта, показать процесс рождения поэтических образов, найти точную грань между бытовым решением характера и возвышенной, философской стилистикой фильма… Но, если говорить совсем откровенно, жаль, что такая большая, настоящая роль, как, скажем, в «Дневных звёздах», сыграна в кино, а не в театре.
— А. Демидова, «Юность», 1968 год.

Игру Демидовой высоко оценили специалисты. Благодаря работе актрисы, как писала А. Арефьева, сложная структура фильма превратилась «в целостную картину напряжённой духовной жизни поэта, наполненной лирическими раздумьями о долге искусства перед временем и народом». «Алла <открыла> мне, очень давно знакомому с ней, совершенно новые черты поэтической страсти, сердечной тоски, гражданского темперамента и гаерской шалости», — вспоминал В. Смехов, говоря об этой и некоторых других ранних ролях А. Демидовой в кино. После фильма «Дневные звёзды» актриса получила ряд очень похожих предложений, которые ей показались уже неинтересными. Она выбрала роль стюардессы в одноимённом фильме 1967 года по рассказу Ю. Нагибина — именно потому, что она была «другая: там героиня мягкая, лиричная, несколько инфантильная».
В 1968 году на экраны вышло сразу шесть фильмов с участием Демидовой: «Щит и меч», «Степень риска», «Шестое июля», «Живой труп», «Четвёртый папа», «Служили два товарища». О первом из них Алла Демидова говорила впоследствии лишь, что в нём ей «не стоило сниматься». «Теперь я знаю твёрдо: роль идёт по-настоящему лишь тогда, когда постараешься найти какие-то неожиданные точки соприкосновения с образом. Найти что-то от своей героини в себе самой», — поясняла актриса в интервью журналу «Юность». В роли Жени («Степень риска» по мотивам повести Н. Амосова «Мысли и сердце») Демидову, по её словам, «увлёк выразительный монолог героини». Роль комиссара в фильме «Служили два товарища» была совсем небольшая, но — «я предпочла её другим: там сложный характер, есть что играть», — говорила актриса.
Высоко оценена была и сыгранная ею роль Марии Спиридоновой в фильме «Шестое июля» (режиссёр Ю. Карасик, 1968). Причём актриса проявила здесь самостоятельность, приняв участие в доработке роли. «…Я к тому времени уже имела представление и о марксизме, и об однопартийной системе, и мне хотелось всё обострить, так что я попросту переписала написанную Шатровым речь Спиридоновой», — позже вспоминала она. Критики отмечали, что актриса здесь «приблизилась к трагедии», умело передав «фанатичную одержимость идеей, непреложную уверенность в собственной правде». «Чем искреннее, убеждённее Спиридонова, чем меньше она похожа на трафаретного врага, чем больше в ней каких-то даже симпатичных, человеческих черточек, тем трагичнее будет обречённость её дела. Может быть, следовало поискать в этом характере ещё большей глубины», — размышляла А. Демидова в интервью 1968 года.
Позже, просматривая свой же фильм на японском языке (который не понимала, и потому концентрировала всё внимание на жестикуляции), актриса замечала: «Я постоянно делала что-то в кадре — сейчас бы не стала, — но поразилась филигранной разработке физических действий. Тогда это, может быть, шло как раз от непрофессионализма. Но это очень хорошо смотрится». Между тем, характер эсерки Спиридоновой, шедшей «против течения», был близок А. Демидовой. «Я не была диссиденткой, но внутренне всегда отстранялась от власти. Может, потому, что моя бабка была из старообрядцев», — вспоминала она. Актриса говорила, что «с детства воспринимала 1917-й год как катастрофу… <и> не играла в политические игры ни в жизни, ни в театре. Кроме, конечно, Марии Спиридоновой в картине „Шестое июля“, да и то потому, что героиня была оппонентом Ленина…».
Кинокритики скептически встретили «Живой труп» режиссёра В. Венгерова, признав фильм затянутым, они отметили, что его не спасла и «блестящая работа актёров», в числе которых была отмечена и А. Демидова, сыгравшая Лизу Протасову. По манере игры актрису в эти годы стали сравнивать с И. Смоктуновским. По итогам опроса журнала «Советский экран» она была названа «самой перспективной актрисой» 1968 года.

#### «Таганка», конец 1960-х годов
С конца 1960-х годов Алла Демидова стала получать крупные роли в Театре на Таганке. Первой из её заметных работ здесь стала Эльмира в «Тартюфе» Ю. Любимова по Мольеру (1968), спектакле, который, как отмечали критики, «будит мысль, зовёт к совершенствованию самого весёлого жанра на театре — комедии».
За небольшую, но важную роль Боженцкой в «Часе пик» (по роману Е. Ставиньского, 1969) Демидова получила премию на фестивале польской драматургии. Затем, как вспоминал В. Смехов, «что-то произошло, и она… расхотела играть в „Часе пик“, сурово обругала его „шлягером“, неглубоким произведением». «Стараться играть объёмно, актёрски оправдывая любое режиссёрское построение Любимова», — так сама актриса формулировала в те годы своё кредо. Впоследствии Демидова не раз говорила о том, что она — «актриса Эфроса», и что Любимов использовал её качества крайне избирательно, однако критики отмечали, что именно последний выявил сильнейшие черты её актёрского дарования.

Демидова в роли Гертруды. Театр на Таганке, «Гамлет», 1971 год.

Как выдающаяся была отмечена критиками Демидова — Гертруда в «Гамлете» (1971). «Пластика образа безупречна. Она составляет аккомпанемент главной теме и выражает мелодию внутреннюю. Рисунок демидовской королевы в спектакле выточен тонко и строго», — писала Р. Беньяш. В спектакле «…и очень реальном, и вполне фантасмагорическом» Демидова рассказала «…не тривиальную историю порока, а драматическую историю заблуждения»; в очередной раз проявив способность высветить в классике глубокий второй план; создала своего рода притчу «о том, как иллюзорная жизнь подчиняет себе самый ясный ум и как в эльсинорской ночи ясный ум перестаёт служить истине и начинает служить химерам».
Однако жизнь актрисы в театре, с её яркой индивидуальностью, не всегда принимавшейся режиссёрами и коллегами, не была лёгкой. Ей приходилось участвовать в танцах, массовках, пантомиме, ничем не выдавая разочарованности предлагаемой работой. В годы расцвета Таганки Демидова вынуждена была отвоёвывать себе творческое пространство, «не сливаясь с массовкой», очерчивать «свою неприкосновенную территорию, которая зачастую казалась мхатовским островком». «Алле Демидовой нелегко было в Театре на Таганке, но она трудилась терпеливо и честно. То, что её миновала чаша „любимицы“ в театре с юных лет, чрезвычайно укрепило дух и талант. Сохранив себя в индивидуальности, всё более шлифуя личный почерк самостоятельного труда, Демидова вышла в лучшие актрисы кино и театра, минуя иждивенческий период отцовской опеки, благодаря своему характеру, уму и таланту», — вспоминал Вениамин Смехов.

#### 1970-е: роли в кино
В 1970-х годах Алла Демидова активно снималась в кино; более того, говорила она много лет спустя, что в те годы мимо неё «не проходил ни один <заслуживавший внимания> сценарий». При этом в «Новейшей истории отечественного кино» Демидова характеризуется как «одна из самых невоплощённых в экранном пространстве». Причиной тому, по мнению критика, было то, что кинорежиссёры, поняв, что актрисе «нет равных в изображении интеллектуальной рефлексии и духовной одержимости», пытались «поверхностно тиражировать её необычный имидж».

А. Демидова в роли Аркадиной.
«Чайка», 1970 год.

Необычной была трактовка Демидовой роли Аркадиной в «Чайке» (1971, реж. Ю. Карасик). «Её пластичность и свободно льющиеся одежды напоминали об эпохе декаданса. Помимо этого, Демидова строила роль на эксцентрике, находя для образа совершенно неожиданные повороты. То Аркадина появлялась в кадре с косметической маской на лице — застывшее изваяние с мертвенно-белым трагическим лицом, ни дать ни взять Сара Бернар. А то, после размолвки с сыном и тяжёлого объяснения с Тригориным, вдруг показывалась в очках», — писал рецензент. Между тем, сам фильм подвергся критике. В статье о чеховских фильмах 1971 года Т. Шах-Азизова написала: «Экранизация „Чайки“, сделанная Карасиком, получилась досадно холодной и иллюстративной… В картине выбивается вперёд то, что сильнее: в стилистике — проза, в настроении — вялость, среди людей не поэт Треплев, не „чайка“ Заречная, а умная хищница Аркадина, с жестокой точностью сыгранная Демидовой». А. Бородин уточнял: «…Кредо роли Демидовой: красота и порочность, блеск и гниль — всё это не механически наложено друг на друга, а переплетено, сплавлено. Именно в этом необычном единстве и заключена жестокая точность игры Демидовой, безжалостная, беспощадная». Рецензент так объяснял подоплёку роли: «Беда всего общества, если интеллигенция неинтеллигентна, если те, кто призван учить нас мыслить и чувствовать, сами мыслить и чувствовать неспособны. Этим оправдана безжалостность актрисы, её гнев, её умная страсть».
В фильме «Иду к тебе» (реж. Николай Мащенко), киноповести о Лесе Украинке, Алла Демидова в главной роли как бы продолжила ту же, что и в «Чайке», тему, повернув её новой гранью, создав (как отмечал журнал «Советский экран») «образ, достойный восхваления и подражания». Роль Анны Стентон в телефильме «Вся королевская рать» была отмечена Олегом Ефремовым: «Она прекрасный партнёр, у Аллы Сергеевны самые живые глаза среди актрис!», — говорил он. В числе других заметных ролей Демидовой начала 1970-х годов была Лизавета Павловна («Зеркало», 1974).
Волшебница в фильме Ирины Поволоцкой «Аленький цветочек» (1977) стала одной ролью А. Демидовой в сказке. Но и здесь, во многом благодаря её участию, произошло жанровое смещение: сказка сделалась притчей. «Нарочитая реальность деревенской жизни, покрывающаяся пеплом позолота в зачарованном замке, павлины, разгуливающие среди багряных листьев, и XVIII века костюм волшебницы — всё создавало атмосферу интеллектуальной игры, немного грустной, чуть ироничной…», — отмечал критик. Яркий образ А. Демидова создала, сыграв герцогиню Мальборо в телефильме «Стакан воды», в сюжетном противостоянии главе оппозиции, лорду Болингброку (К. Лавров).

#### «Таганка», 1970-е годы
В 1974 году Ю. Любимов впервые надолго оставил свой театр, пригласив А. Эфроса поставить на «Таганке» любую пьесу по своему выбору. Эфрос взялся за «Вишневый сад» А. П. Чехова, пьес которого в репертуаре «Таганки» до тех пор не было.

Эфрос предложил артистам сделать спектакль, который словно бы противостоял легендарной мхатовской постановке. Сад здесь олицетворял умиравшую на глазах зрителя культуру прошлого, а спектакль воспринимался как прощание с ней. Действие происходило на белом кладбищенском холме, среди серых могильных плит и белых вишневых деревьев. По замыслу режиссёра все линии спектакля должны были сходиться к фигуре Раневской. Идея оказалась чрезвычайно близка Алле Демидовой, всегда предпочитавшей экспериментальный подход к театральному искусству.
Демидова хрипло вскрикивала и несколько раз конвульсивно перегибалась пополам, словно её ударили в живот. Этот некрасивый удар, сотрясавший и роль, и спектакль, был у Демидовой кульминационным. В спазматических болевых схватках рвалось всё, что ещё соединяло Раневскую с красотой вишневого сада, с Россией. И когда в финале пьесы режиссёр устраивал унылую, затяжную процессию прощания с домом и садом, закручивая под стук метронома вокруг Раневской тоскливую спираль мизансцен, он догадывался, что Демидову надо из этого круга выпустить, что надо дать ей внезапный - с надрывным криком - рывок на авансцену, вопль в публику: 'Моя жизнь, моя молодость, счастье моё, прощай!. Прощай!' Гаев, Трофимов, Варя, Аня - все остальные, увы, блёклые персонажи этого спектакля хватали Раневскую за руки, тащили её назад, в глубину…
Предложение Эфроса строить роль Раневской на столкновении трагизма и эксцентрики, уходить от сентиментальности в самоиронию удачно совпало с эстетическими исканиями самой исполнительницы. Актриса признавалась впоследствии, что «в то время была ушиблена модерном, смотрела бесконечные альбомы по искусству того времени». В результате роль Раневской получила необычное решение: героиня предстала перед зрителем дамой эпохи декаданса, тем самым открыв новую страницу в отечественной истории исследования этого классического образа.
Одним из противников такой трактовки оказался Ю. Любимов, который говорил: «Алла, мне очень нравится, как Вы играете, но я это люблю, а что будут говорить те, кто не любит этого, не любит искусство изломанное, гротескное?.» Критики не раз отмечали, что А. Демидова практически «на себе вывозила» постановку Эфроса. «Если был в этом спектакле ансамбль, то он был образован ею не столько вместе с остальными героями, сколько в слиянии с поэтическим образом сада…», — писала чеховед Э. Полоцкая.
«Раневская… Аллы Демидовой была по-современному резка, иронична, но так одухотворённа, словно подчинялась какому-то внутреннему стихотворному ритму. В прологе, когда стихали звуки ностальгического романса „Что мне до шумного света…“, все герои исчезали в темноте, а её удлинённая белая фигура ещё мерцала среди вИшневых деревьев и становилось ясно, что эта Раневская и есть Сад…», — писала А. Шендерова. «Изначально у меня с ней не было ничего общего, ни одной черты, но потом я и в жизни стала напоминать мою Раневскую», — позже говорила Демидова.
Во второй половине 1970-х годов А. Демидова исполнила в спектаклях Театра на Таганке несколько ведущих ролей. Василису Мелентьевну (Ю. Любимов, «Деревянные кони», 1974) она сыграла без грима и внешней атрибутики, опираясь на собственные воспоминания о бабушке-старообрядке. Критики усмотрели здесь параллели с «Гертрудой». Так, Р. Беньяш отмечала, что «сопрягает две эти полярные роли внутренний драматизм и очищенность, ёмкость мысли и точность отбора средств, для каждого случая непредвиденных и единственно верных».
В числе наиболее заметных театральных ролей А. Демидовой конца 1970-х — начала 1980-х годов были мать Раскольникова («Преступление и наказание», 1979), Маша («Три сестры», 1981), Марина Мнишек в спектакле «Борис Годунов» (1982); последний был запрещён по распоряжению Министерства культуры СССР; его премьера состоялась 12 июня 1988 года.
«Три сестры» был задуман Ю. Любимовым как «спектакль мрачный и пронзительно современный», в котором не было многих чеховских атрибутов, но «была невыносимая боль, которую испытывали эти люди», и Маша «кричала, заставляя содрогаться кирпичные стены… Таганки. Кричала, как кричит человек, у которого с кровью вырывают сердце». Героиня А. Демидовой, «ироничная, снисходительная, царственная», в течение всего спектакля копила боль, выплёскивавшуюся наружу в сцене прощания с Вершининым. «Её высокая статная и гордая фигура, казалось, в этой сцене вырастала в объёме. Она кричала небу о своём отчаянии, о мире, так испошлившем жизнь, о потерянной любви…», — писала театральный критик О. Галахова. Ю. Любимов вскоре косвенно признал прежде отвергавшуюся им трактовку Демидовой образа Раневской. Как вспоминала актриса, на репетициях сцены прощания Маши и Вершинина в последнем акте «Трёх сестёр» режиссёр попросил её повторить тот самый рисунок, в котором ею игрался финал «Вишневого сада». Критик К. Рудницкий увидел в работе Демидовой аллегорию судьбы русской интеллигенции. «Маша-Демидова в полный голос говорит о том, что нуждается в защите куда больше, чем памятники зодчества, вековые дубы или же классические пьесы — о нравственной силе русской интеллигенции, об её благородных традициях, которым угрожает разрушительное время. Истинно чеховское, идеально чеховское — в таких, как демидовская Маша».

##### Демидова и Высоцкий
Несмотря на востребованность на Таганке и зрительский успех, Алла Демидова ощущала нараставшую неудовлетворённость из-за необходимости во всём подчиняться диктату режиссёра. К концу 1970-х годов относятся её попытки начать сценические эксперименты с В. Высоцким. К этому времени у них уже сложился уникальный сценический тандем, в котором, по выражению критика, раз за разом «схлёстывались лёд и пламень». «Мы понимали, что пришло время скрупулёзного исследования человеческих отношений, и на смену большим, массовым ярким представлениям придут спектакли камерные — на одного, двух исполнителей», — вспоминала Демидова.
Поначалу актриса предлагала поставить на сцене композицию по письмам и дневникам Л. Н. Толстого и Софьи Андреевны. Затем специально для Демидовой и Высоцкого Виталий Вульф перевёл пьесу Теннесси Уильямса «Крик», в которой было два действующих лица: режиссёр и его сестра. За постановку взялся сам Высоцкий. В театре к этой работе отнеслись скептически: «Любимову пьеса не нравилась, и он открыто говорил, что мы, мол, взяли её из тщеславных соображений, ведь пьеса была написана Уильямсом для двух бродвейских звёзд», — вспоминала А. Демидова. «Когда мы сделали первый акт — вывесили в театре объявление, что нашу работу можно посмотреть тогда-то. Но никто не пришёл, кроме Давида Боровского и его приятеля… Это театр!», — замечала позже актриса с горькой иронией.

Перед отъездом «Таганки» на гастроли в Польшу эксперимент был приостановлен. Через полтора месяца после возвращения Высоцкий умер.
Я оценила партнёрство Высоцкого в полной мере, когда стала играть без него… Он был неповторимым актёром. Особенно в последние годы. Он абсолютно владел залом, он намагничивал воздух, был хозяином сцены. Не только из-за его неслыханной популярности. Он обладал удивительной энергией, которая, саккумулировавшись на образе, как луч сильного прожектора, била в зал.А. Демидова. «Бегущая строка памяти»
Высоцкий и Демидова рассматривали также возможность совместной работы в композиции по «Федре» Жана Расина, которую Высоцкий начал разрабатывать. Этой идее также пришёл конец одновременно со смертью актёра.
Позже, вспоминая Таганку, Демидова именно В. Высоцкого называла своим любимым сценическим партнёром, хотя и замечала, что его игра зависела от состояния, в котором он находился: «Скажем, после запоев у него возникало гипертрофированное чувство вины, и он изумительно подстраивался под партнёра». Лишь после смерти актёра она осознала, насколько нуждалась в его сценической поддержке. Это отмечали и критики. «Со смертью Высоцкого… Раневская <Демидовой> оказалась совсем одинока среди остальных действующих лиц спектакля и страшно от них далеко», — писала Э. Полоцкая.

#### Авторские программы
Параллельно с работой в театре и кино Алла Демидова вела успешную концертную деятельность и выступала на телевидении с авторскими программами, демонстрируя ярко индивидуальную манеру чтения стихов и прозы. В 1982 году она прочла «от автора» текст «Пиковой дамы» (реж. И. Масленников), вступая в действие попеременно — то как тайная свидетельница, то как участница происходящего. Роль, которая могла бы показаться на первый взгляд «служебной», в исполнении актрисы стала многоплановой и разнообразной. «Демидова то ходила по заснеженному Петербургу, то одетым в чёрный костюм андрогином отражалась в зеркалах, и именно её персонаж придавал происходящему аромат старинного, экзотического и неизбежно манящего сюжета, который отличает пушкинскую повесть. Своим исполнением она словно набрасывала на историю о трёх картах лёгкую тень Серебряного века…», — писал критик.
Успешным и необычным было сотрудничество Демидовой с А. Васильевым в спектакле «Каменный гость и другие стихи» театра «Школа драматического искусства». Сюда Демидовой пришлось войти уже после премьеры. Но, как отмечал А. Смольяков, «всё совпало для неё в этой постановке: и трагический жанр, и поэтический текст, а главное — стиль Анатолия Васильева, где ироничная игра текстом подчиняла себе сюжет, но при этом не терялся философский подтекст пушкинского шедевра. Она была то Лаурой, то Доной Анной, то Поэтом…», в исследовании граней «образ — актёр», «я — не я» словно бы переосмысливая хрестоматийный вопрос «Быть или не быть?»
На концертах, как правило с музыкальным сопровождением, актриса читала «Реквием» и «Поэму без героя» А. Ахматовой, представляла аудитории собственные оригинальные интерпретации произведений А. Пушкина, И. Бунина, поэтов Серебряного века. Постепенно критики признали, что неканоническое произношение обернулось голосовым своеобразием: её голос, когда-то слабый, «по-юношески экзальтированный… обрёл мощь и широту диапазона, необходимую для трагедии».
«Поэма без героя» отмечалась критиками как спектакль одного актёра со своей драматургией, движением сюжета, организацией пространства и решением образов.

Демидова то перевоплощается в Поэтессу, то становится Актрисой, вступающей в диалог с поэтическим словом, то просто устало садится в кресло, как могла бы сегодня сесть любая женщина. Но в каждой минуте её существования на сцене есть острое ощущение хрупкости человеческой жизни, ежедневной боли, на которую обрекает нас время. Поэзия Ахматовой в исполнении Аллы Демидовой обретает масштаб, но не теряет при этом своей искренней интонации. Драму лирической героини «Поэмы» Демидова проживает как свою собственную.— А. Смольяков
На формирование представлений актрисы о том, какими должны быть её авторские программы, оказал влияние Джорджо Стрелер. В мае 1987 года он пригласил на свой юбилей в Милан два спектакля А. Эфроса: «Вишневый сад» и «На дне». Познакомившись с Демидовой, Стрелер — тогда директор «Театра Наций» — пригласил её представлять Россию в проекте «Голоса Европы». Выступление здесь наложило существенный отпечаток на представление актрисы о возможностях сценического оформления спектаклей. «Это он поставил мне вечер на большой арене. Джорджо Стрелер нашёл музыку, установил мольберт, зажёг свечу, посадил в первый ряд синхронную переводчицу. Вот в этой композиции я и теперь веду свои поэтические вечера», — впоследствии рассказывала Демидова. «Музыка и полное отстранение от зрительного зала — это его идея, которую я не меняю», — добавляла она.

Характе́рной особенностью выступлений Демидовой является способность читать поэзию, не пользуясь микрофоном; она делала это даже на стадионе в Греции, а училась этому искусству, в частности, у японских актёров, в театре Кабуки. При этом она говорила, что принципиально читает на сцене с листа: 
Западные актёры всегда читают стихи, они никогда не исполняют их, не произносят на память. И считается, наоборот, плохим вкусом читать без листа. Так вот, я уже тоже привыкла делать такую своеобразную поддержку, читать «по нотам». Надо сказать, что гениальный Рихтер всегда держал ноты перед собой, не то, чтобы он заглядывал в них, а так — выполнял некий ритуал.Алла Демидова
Некоторые исследователи впоследствии пришли к выводу, что именно в авторских программах Алла Демидова сумела в полной мере реализовать те глубинные качества своего дарования, которые оказывались неподвластными режиссёрскому анализу. «Демидова в своих взаимоотношениях с поэзией — скорее учительница и лектор, не она повинуется стиху — стих повинуется ей, становясь столь же ясным и внятным, сколь ясна и внятна сама актриса. Все чувства подчинены задаче объяснения смысла (отличный педагог получился бы из Демидовой), все ориентиры на месте, все акценты давно расставлены. Мир русской поэзии для Демидовой обжит и продуман, помещён в замкнутый круг обособленного существования и свидетельствует о том, что любая боль — преодолима, а любое страдание — претворено в душу», — писала Т. Москвина. «Голосом дельфийской пифии актриса буквально гипнотизирует слушателей на своих авторских поэтических вечерах, открывая новые ритмы и интонации наших любимых поэтов», — отмечала газета «Культура». Критик А. Бородин также отмечал у Демидовой «особый талант» читать поэзию: «Стихи у неё звучат строго, порою жёстко: ни голосовых красот, ни нагнетания патетики — в каждом слове открытие смысла, глубины, пафоса».

#### «Таганка», конец 1980-х годов
После возвращения Юрия Любимова на «Таганку» Алла Демидова сыграла здесь несколько ключевых ролей: Марина Мнишек («Борис Годунов», 1988), Донна Анна («Пир во время чумы», 1989), Электра («Электра», Софокл, 1992) были отмечены в основном трагическим звучанием. При этом актриса продолжала давно начатый эксперимент: попытку привить эстетику Серебряного века античной трагедии.
Последней работой с Любимовым стала для Демидовой заглавная роль в трагедии Софокла «Электра», премьера которой прошла в 1992 году в Афинах. Спектакль, отмеченный желанием режиссёра «дать сиюминутный отклик на социальную ситуацию», сюжетными линиями и атмосферой напоминал «Гамлета». В репертуаре театра он продержался недолго, но игра Демидовой вновь обратила на себя внимание специалистов. «Алла Демидова играет Электру как большая трагическая актриса, талант которой способен противостоять неумолимому року времени. Она исследует страсть как таковую, внимательно следуя её кровавым импульсам и магнетической энергии, стремясь подчинить их себе, актрисе, знающей толк в ритме стиха и скульптурности жеста», — писал в «Литературной газете» М. Швыдкой.

В дни раскола «Таганки», когда часть коллектива вступила в конфликт с Ю. Любимовым, Демидова последовательно поддерживала последнего. Много лет спустя она говорила: 
Мы начинали на ровном месте: ни возрастов, ни званий, ни традиций. Создавали эти традиции сами. На спектакли Таганки приходили лучшие люди страны. Театр ставил диагноз болезням общества, во многом формировал вкус зрителей и общественное мнение… Не могу понять учеников, предавших своего Учителя, когда произошёл раздел театра. Все последние постановки перед отъездом за границу Любимов осуществил на Новой сцене, которую и сделал с расчётом на свои спектакли. А это — «Три сестры», «Электра», «Борис Годунов», «Доктор Живаго», «Пир во время чумы», «Федра». Теперь на этой сцене — другой театр. А ведь можно было бы организовать своё дело в другом месте…А. Демидова. Газета «Культура». 2006
Вскоре разногласия в коллективе начали сказываться на качестве любимовских спектаклей. Некоторое время Демидова «отлынивала от выхода на сцену», наконец — написала заявление об уходе.
В 1986 году А. Эфрос восстановил «Вишнёвый сад», в котором актёры, произнося чеховские реплики, «оплакивали утраченный театр Любимова». Спектакль в тот год получил Первую премию на фестивале «БИТЕФ». После смерти Эфроса постановка с успехом прошла в Париже: восхищённый Мишель Курно назвал Демидову «чайкой из Люксембургского сада».

#### Сотрудничество с Р. Виктюком
Сотрудничество Демидовой с режиссёром Романом Виктюком началось в 1988 году. В его постановке на сцене Таганки (по инициативе актрисы) вышла «Федра» по пьесе Марины Цветаевой.
Спектакль получился интересным, но он не вписывался в репертуар Таганки. Нас приглашали на многие фестивали, мы много ездили, а Любимов говорил, что мы используем славу Таганки, его бренд. Поэтому когда появилась возможность выкупить спектакль у театра, я заплатила по всем ведомостям и стала собственницей всего спектакля, его декораций, костюмов. Признаться, тогда не знала, что делать с моей «покупкой»…Алла Демидова

Д. Певцов, А. Демидова, А. Серебряков.
«Федра», Р. Виктюк

«Марина Цветаева возвратила жанр трагедии к его элевсинскому первоисточнику, о котором современные европейцы могут судить по раскопкам на Крите, по обломкам Пергамского фриза. Спектакль Виктюка был очень близок к этим, возможно, чуть поэтически преувеличенным впечатлениям. Это был театр вполне осязаемый и архаически… простой. Шероховатая кирпичная стена, чёрное тяжёлое пальто, обнажённое тело, гладкое белое трико…», — писал А. Смольяков.
Сыграв главную роль в спектакле, где режиссёр соединил цветаевскую трагедию с отрывками из её же дневников, «спроецировав причудливо преломлённый миф на судьбу самой поэтессы», Демидова «позволила… оттенить образ множеством театральных ассоциаций», заявила о себе «как о трагической и одновременно синтетической актрисе, владеющей и современной пластикой, и поэтическим словом». Отмечалось также, что Федра-Демидова словно «вела диалог с Федрой-Коонен». В сущности, стиль этой «Федры» был «…попыткой создать стиль современной трагедии, как когда-то искал стиль современной трагедии А. Я. Таиров».
В «Новейшей истории отечественного кино» «Федра» характеризовалась как один из лучших спектаклей 1980-х годов и, «может быть, самый серьёзный… спектакль Романа Виктюка», в котором режиссёр «пробует связать разорванные театральные времена и восстановить традицию, утерянную с закрытием Камерного театра Александра Таирова: традицию исполнения высокой отвлечённой трагедии». В конце 1980-х — начале 1990-х годов спектакль «Федра» Р. Виктюка имел успех во многих странах Европы и Америки. Западные критики отмечали «стильность» Демидовой, её «тяготение к четкой сценической форме» и «ярко выраженное личностное начало», считая образцом современной русской актрисы.
В 1989 году Демидова начала переговоры с Антуаном Витезом; французский режиссёр (назвавший её однажды «кометой, которую надо уметь уловить») предложил сыграть «Федру» Ж. Расина в Театре «Комеди Франсез», директором которого он тогда был. Витез решил, что Демидова должна играть роль на русском (поскольку Федра — иностранка среди греков), но, чтобы было удобно репетировать, посоветовал ей выучить французский и даже оплатил занятия языком в специальной школе для иностранцев. Однако, по словам Демидовой, «актрисы Комеди Франсез не захотели признать русскую приезжую». Тогда Витез решил сделать спектакль сначала только с русскими актёрами, а потом перенести его в Театр «Одеон». Он приехал в Москву, в репетиционном зале Ленкома набрал труппу и распределил роли… «Но 30 апреля 1990 года его не стало. Это случилось в Париже. Ему было 58 лет. У меня остались и макет Федры, и эскизы костюмов художника Янниса Коккоса», — рассказывала актриса.
Неосуществлёнными оказались проекты сотрудничества с другими известными театральными режиссёрами — Джорджо Стрелером, собравшимся в Москве ставить с Демидовой «Гедду Габлер», и Бобом Уилсоном. Последний живо отреагировал на предложение актрисы поставить «Записки сумасшедшего» Н. Гоголя и попросил найти ему помощника. Демидова вылетела в Ростов-на-Дону искать Кирилла Серебренникова (с которым незадолго до этого записала тридцать телефильмов по новеллам цикла «Тёмные аллеи» И. Бунина). Совместный спектакль планировался к Всемирной театральной олимпиаде в Москве, но «…репетировать надо было в культурном центре Уилсона под Нью-Йорком. Я не смогла туда полететь, и проект так и не был реализован», — говорила актриса.

### «Театр А»
К началу 1990-х годов актриса стала всё более явно ощущать тягу к искусству античности. В новом амплуа, как отмечали критики, по-новому реализовались свойственные её актёрскому дару «изысканный психологизм и эксцентричная характерность». На фоне кризиса отечественного театра (когда современная драматургия практически исчезла из репертуаров), Демидова создала собственный «Театр А», на сцене которого вновь поставила «Федру». Театр показал и три новых спектакля, в которых актриса сыграла Мертей («Квартет», пьеса Хайнера Мюллера по мотивам романа Шодерло де Лакло «Опасные связи», 1993), Медею («Медея» Мюллера-Еврипида, 1996) и Гамлета («Гамлет-урок» по У. Шекспиру, 2001). Все спектакли прошли с аншлагами, хоть и не поддерживались рекламными кампаниями. В них проявилась ярко выраженная «авторская позиция, ориентированная на пиковые, предельные моменты человеческого бытия, которые воплощались на сцене неожиданно чувственно, современно и парадоксально». Именно благодаря постановкам театра российский зритель познакомился с творчеством драматурга Х. Мюллера, работы которого были прежде неизвестны.
В 1993 году, будучи ещё формально актрисой Таганки, Демидова приступила к сотрудничеству с греческим режиссёром Теодоросом Терзопулосом. Знакомство произошло на фестивале авангардных театров в Квебеке, куда Демидова привезла «Федру», а Терзопулос — «Квартет» Хайнера Мюллера. «Перевода этой драматургии на русский язык нет, для меня это была неизвестная пьеса, но когда посмотрела спектакль, то в него влюбилась. Мне стало понятно абсолютно всё! А Теодорос влюбился в наш спектакль», — говорила актриса.
Несмотря на трудности перевода, эксперимент (в дуэте с Д. Певцовым), как отмечали многие критики, удался. «Квартет», приуроченный к двухсотлетнему юбилею знаменитого романа, стал (как писал А. Смольяков) «одной из самых изысканных премьер» сезона 1992—1993 годов. Причём если Мюллер свёл перипетии романа Шодерло де Лакло «Опасные связи» к отношениям четырёх персонажей, то Терзопулос оставил только виконта де Вальмона и маркизу де Мертей, дуэт, который Дмитрий Певцов и Алла Демидова разыграли «с блеском и беспощадной иронией». Мотив неизлечимой болезни героини не звучал: Алла Демидова играла «фам-фаталь, женщину-вампира, исчадие ада, воплощение греха». Критики отметили «изощрённую чувственность» актёров, которые, «…исследуя причудливые лики страсти, …разыгрывали различные ситуации, доигрываясь до полного опустошения, до потери самих себя». Противники этой интерпретации признали лишь «великолепную актёрскую технику»; сторонники — отмечали новаторский подход исполнителей к своему искусству. «Алла Демидова <сегодня> думает исключительно о трагическом. О трагическом в его чистом, беспримесном виде, о химическом элементе трагического, если можно так выразиться», — писала о двух первых спектаклях театра Т. Москвина.
…В древнегреческой трагедии по-другому относились к смерти. То, что <Медея> их не убивает, для меня однозначно. <Она их не закалывает>. У Еврипида этого нет. Это было у Охлопкова – красный чулок во всю сцену. Но у Еврипида этого нет… Трагедия — в предательстве. Она предала отца, родину, брата, которого просто убила. Любое зло порождает зло, зло аукается ей вдвойне. И она это понимает. Медея не осуждает Ясона за его предательство, она осуждает себя за то, давнее, своё. И кстати, когда я играю, я не могу выговорить это слово – «предательство». <Она>… наказывает себя: от себя отталкивает детей. Тут должно быть слово – отринивает, отбрасывает, я не знаю. Она их никогда не увидит. Она их отдаёт Солнцу, отдаёт их в другую жизнь.  
Премьера спектакля «Медея» состоялась 29 апреля 1996 года на чеховском фестивале в Театре имени Пушкина. Критики расценили его как попытку создать целый стиль современной трагедии — через прорыв к первоисточнику, «к прамифу, затерянному где-то в подсознании». Пьесу Х. Мюллера «Медея-материал» режиссёр соединил с двумя монологами из трагедии Еврипида, создав своего рода ритуальное действо, в котором «смысл ускользает в вихре первобытных страстей, и сознание воспринимает лишь атмосферу утраченной гармонии, восстановить которую призван трагический герой».
Сотрудничество с Т. Терзопулосом, которого Демидова называла уникальным человеком («Он даже родился в той деревне, где родился Еврипид»), по словам актрисы, привело её к полной переоценке ценностей. «Я перестала всерьёз относиться к актёрской профессии. Когда-то относилась всерьёз, даже плакала, когда не находила себя в списках распределения ролей. Сейчас смешно об этом вспоминать… После того как я сыграла Электру, Федру и Медею, всё остальное стало пресным», — признавалась она в интервью. Актриса замечала, что если на «Таганке» у Любимова у неё нередко «от спектакля обострялись все болезни», то у Терзопулоса всё происходило наоборот («у меня… проходили боли, и я испытывала счастье. Ведь счастье — это когда проходит боль»).
В спектакле «Гамлет-урок» (2001), совместной работе греческого театра «Аттис» и «Театра А», поставленной под занавес Московской театральной олимпиады, актриса осуществила студенческую мечту: сыграла мужскую роль («Гамлета» она готовила ещё с педагогом А. Орочко), выступив одновременно в ролях Гертруды и Офелии. В этом своеобразном мастер-классе (осуществлённом в «стиле Таганки»: трагедийность на сцене сочеталась с ироническими обращениями актрисы к залу) в полной мере проявился её признанный «дар… — играть трагедию вне канона, как бы осовременивая её» («Новейшая история отечественного кино»). «Всё это, скорее, сон Актрисы о „великой трагедии“, где видения наплывают друг на друга, наслаиваются, как разноцветные кимоно — „грёзы“ — атрибуты то Гертруды, то Офелии. В зазеркалье сна всё перемешано и хаотично: монолог обрывается, едва начавшись, скульптурность канонической позы Востока перетекает в нервно-пластическую динамику и обрывается долгой безмолвной паузой», — так характеризовала спектакль А. Арефьева (энциклопедия «Кругосвет»).
Если есть дьявол — значит, есть и Бог. Это, мне кажется, и есть главный вопрос в «Гамлете».

### Демидова и Ю. Любимов
В середине 1990-х годов Ю. Любимов создал на Таганке собственный спектакль «Медея», предложив зрителю новую, политизированную трактовку греческой трагедии. А. Демидова сначала отказалась комментировать своё отношение к этому, но позже заметила: 
Как-то сидели мы в Афинах, перед тем как отказаться мне от «Медеи». Меня уже насторожили макет и костюмы — это Чечня, современные аллюзии. Я попробовала ему что-то говорить о Медее, о том, что она не убивает своих детей, что для меня важно, что она их не убивает, а отдаёт Солнцу, деду. У Еврипида в одном монологе сказано: «узна́ете вы жизнь другую». Она постоянно об этом говорит. Любимов резко сказал: «Алла, неужели вы думаете, что я буду говорить с вами о каких-то философских вопросах?» А.Демидова. «Независимая газета», 1996
Демидова вспоминала, что если с Терзопулосом она общалась вполне по-товарищески, то с Любимовым «…не могла так работать, потому что Любимов… Это как родители и дети. Мама до сих пор ко мне относится как к маленькому ребёнку. Любимов думает, что я ещё студентка». На вопрос о том, возможно ли в той или иной форме её возвращение к Любимову, Демидова отвечала: «Я уже в том возрасте, когда мне просто играть в театре неинтересно. И быть просто актрисой, которая выполняет как бы чужую волю, мне тоже неинтересно. Я вообще думаю, что мне перестал быть интересен театр изнутри. Мне гораздо интереснее на него смотреть из зрительного зала…» При этом Демидова всегда сохраняла уважительно-восторженное отношение к режиссёру, которого называла не иначе как «учителем»:
В истории русского театра не так много режиссёров-новаторов. Пересчитать — одной руки хватит. Любимов в этом ряду. Он соединил условный театр с реализмом русской психологической школы. Когда он возглавил Театр на Таганке, первым его спектаклем был «Добрый человек из Сезуана» — в этом была такая неожиданная радость и доброта! За 40 с лишним лет Любимов и вместе с ним его театр менялись. Но я всегда была уверена, что Юрий Петрович должен работать с молодыми. Они как воск в его руках, более податливы, а он заряжается их молодостью. Вы посмотрите, какой он красивый! Значит, с душой у него всё в порядке. Она высветляется. Многая лета вам, дорогой Учитель!.Алла Демидова. 30 сентября 2007 года

### 1990-е годы
В числе киноролей А. Демидовой 1990-х годов критиками были отмечены Лебядкина («Бесы», 1992), мисс Минчин («Маленькая принцесса», 1997), императрица Елизавета («Незримый путешественник», 1998). В течение двух лет актриса преподавала в Щукинском училище; «…чтобы не привязываться к этому, я специально не получала деньги», — замечала она. Преподавание не доставило ей удовольствия: «Почему-то нынешняя молодёжь считает себя гениями и что все другие им обязаны», — говорила актриса. В середине 1990-х годов А. Демидова отказалась от съёмок в сериале «Королева Марго», где ей предлагалась роль Екатерины Медичи. «Мне неинтересно играть в такие игры. Наверное, слишком была избалована хорошими ролями. Может быть, по молодости я бы бухнулась в этот омут, омут незнания, но сейчас слишком хорошо знаешь результат, чтобы себя обманывать. А сил и здоровья не так уж много», — так объясняла она это решение.
«…Язык театра во всём мире переживает кризис. Есть театры, которые ищут что-то новое, — в Греции, Японии, Германии. А кто <в России> рванёт ленточку первым, как Таганка в 1960-х?. Кому Бог таланта пошлёт, но дело явно за молодыми…», — говорила Демидова, отвечая на вопросы, касавшиеся её работы за рубежом и состоянии театра в нашей стране. «В последние годы я поняла: всё, что нравится мне, не нравится залу. И наоборот. Тогда надо расходиться. И я ушла из театра», — говорила актриса в интервью 2007 года.

### 2000 — настоящее время
В 1981 году А. Демидова сыграла Лору Лайонс в телефильме «Собака Баскервилей», одной из частей телесериала Игоря Масленникова по произведениям Артура Конан Дойла о Шерлоке Холмсе и докторе Ватсоне, а в 2002 году — Эльзу, пациентку палаты для умалишённых, в фильме «Письма к Эльзе» (сценарий к которому написал сын Владимира Высоцкого — Аркадий). Второй из них ознаменовал шаг актрисы к новому амплуа: она (как позже писала газета «Культура») «отчасти здесь сыграла <пародию> на саму себя, совершив прыжок из прежнего своего устойчивого возвышенного равновесия — в неведомое, в неизвестность — и обнаружив не присущую ей прежде тягу к открытому гротеску. Но гротеску особому — лирическому». В одном из интервью актриса признавалась: «Мне надоели эти сильные волевые женщины, я думаю, что всё это ушло. Как раз доброты не хватает на экране. Я бы сыграла с удовольствием очень мягкую, добрую старушку».
В 2004 году значительный резонанс имел фильм «Настройщик» Киры Муратовой, где А. Демидовой досталась роль «комической старухи». «Сценарий мне понравился очень. Хотя, надо вам сказать, такие роли я никогда не играла и не думала, что буду играть. Но в нём заложена какая-то тонкая детективная история про разность поколений», — говорила актриса. Свою героиню Демидова сравнивала с чеховской Раневской: «<Она> из числа недотёп, всегда расточительных, вечно обманутых, но бесконечно трогательных и обаятельных. Меня интересует тема их незащищённости от грубой жизни».
Между тем работа на съёмочной площадке не доставила ей удовольствия. «Мне кажется, Кира то ли нервная, то ли истеричная… не знаю. Она сидит у монитора и постоянно кричит. Ещё не поставили свет, а она уже даёт задания… Я даже себе в дневнике записала: 'Поменьше находиться на площадке'», — рассказывала А. Демидова. В другом интервью актриса уточняла: «Потом, когда Кира смонтировала фильм и началось озвучивание, она успокоилась и стала совершенно другим человеком. И я подумала: боже мой, да пригласи она меня на какую угодно роль — я пойду не глядя». Как отмечали критики, высокий профессионализм актрисы явился резким контрастом полному непрофессионализму труппы К. Муратовой (с чем не спорила и последняя, называя питомцев своими «монстрами»). Сама Демидова говорила о Муратовой: «Оттого, что она всегда работает с непрофессионалами, профессионалам… не то чтобы не доверяет, но держит в ежовых рукавицах. Мне это не мешало, абсолютно. Но если бы мне дали побольше свободы, там, может быть, появились бы маленькие нюансы, которые бы сделали роль более объёмной». Как бы то ни было, за фильм «Настройщик» А. Демидова получила три премии: «Ника-2005», «Золотой Овен-2005» и «Золотой Орёл-2006» (все три — в номинации «Лучшая женская роль»), а также — с Ниной Руслановой на двоих — приз «За лучшее исполнение женской роли» от II Международного кинофестиваля «Европа — Азия» в Алма-Ате 3 июля 2006 года Демидова представила фильм «Настройщик» в Каннах: он прошёл там в рамках программы Русского Фестиваля.
В 2004 году на экраны вышел фильм Б. Бланка «Смерть Таирова», где Демидова сыграла роль Алисы Коонен. «Я… очень хотела сниматься, потому что мне интересна эта личность, — но там не было игровых сцен, вообще сценарий был странный, мягко говоря. Тем не менее портретное сходство с Коонен, голос, пластический рисунок я схватила, как говорят все, кто её помнит», — говорила актриса. В какой-то момент роль Таирова была предложена Ю. Любимову. «Вероятно, мне было бы очень сложно играть с Юрием Петровичем, но тем и интереснее. В этом узле отношений, когда Любимов — Таиров, а я — Алиса Коонен, возможно, и возникла бы неожиданная искра… Но Любимова положили в больницу. Таирова сыграл Михаил Козаков». Актриса высоко оценила работу партнёра, но признала, что «Козаков не пошёл на… импровизацию и просто играл роль»; ожидавшегося эксперимента не произошло.
В январе 2005 года А. Демидова выступила в Кракове на концерте, посвящённом 60-летию со дня освобождения узников Освенцима, где перед залом, в котором присутствовали президенты четырёх стран, прочла отрывки из дневников узников лагеря. Месяц спустя она выступила в Мальтийском дворце в Гатчине в рамках XI Российского кинофестиваля «Литература и кино» с поэтическим вечером «От Пушкина до Бродского». В марте на кинофестивале «Литература и кино» она получила приз губернатора Ленинградской области «За выдающийся вклад в развитие театрального искусства и кинематографии России». В сентябре-октябре 2005 года А. Демидова приняла участие в нескольких вечерах, посвящённых 80-летию со дня рождения А. В. Эфроса («Памяти Мастера» на Страстном; в театре «Школа драматического искусства» на Сретенке). В конце года она дала пять концертов в Израиле.
В 2006 году А. Демидова в фильме И. Масленникова «Русские деньги» (по пьесе Островского «Волки и овцы») сыграла Мурзавецкую — «старуху с сильным характером». «Согласилась на эту роль, потому что от Островского не отказываются», — заметила она по этому поводу. В том же году А. Демидова в качестве ведущей снялась в «Ожидании императрицы», документальном фильме С. Костина о Марии Федоровне, матери Николая Второго, съёмки которого прошли в Гатчине и Дании. Премьера фильма состоялась 23 сентября 2006 года. В октябре А. Демидова выступила на концерте в Большом зале Консерватории, посвящённом памяти митрополита Питирима (где прочла стихи Блока и Ахматовой). 19 декабря в Камерном зале Московского Дома музыки она прочла «Книгу Иова» в сопровождении Свято-Никольского хора Третьяковской галереи под руководством Алексея Пузакова.
В 2007 году А. Демидова провела серию авторских концертов: «Поэты XX века: от Блока до Бродского», «Два Тарковских», «Анна Ахматова. Марина Цветаева» (в Киеве), «От Пушкина до Бродского» (в Болдино), «Поэзия Ахматовой и Цветаевой» (в Минске). 13 декабря в Кремле актрисе был вручен орден «За заслуги перед Отечеством» IV степени (по Указу от 9 мая 2007 года).
В 2008 году А. Демидова заявила, что практически утратила интерес к актёрской работе и теперь откликается лишь на отдельные проекты, которые ей интересны. «Актёрская профессия — это ежедневная пахота! И нет сейчас Тарковского, которому бы я абсолютно доверяла и понимала бы, что мои 12 часов не будут вырезаны в процессе монтажа», — так объяснила она своё решение. В апреле 2008 года на Остоженке прошёл спектакль К. Серебренникова «Демон». Текст поэмы М. Ю. Лермонтова исполнила Алла Демидова. В ноябре с чтецкой программой, посвящённой поэме «Демон», актриса выступила в Московском международном Доме музыки, повторив её 25 января 2009 года в Концертном зале им. Чайковского.
Весной 2009 года А. Демидова (наряду с И. Антоновой) стала инициатором серии «Поэтических мартовских вечеров по четвергам» в Музее частных коллекций (ГМИИ им. Пушкина) и 5 марта выступила с программой стихов М. Цветаевой. 3 апреля в Большом зале Консерватории состоялся концерт хора под управлением В. Н. Минина, на котором Алла Демидова прочла стихотворение Г. Державина «Бог» и отрывки из поэмы А. К. Толстого «Иоанн Дамаскин». 30 июня 2009 года А. Демидовой и С. Юрскому была вручена премия «Кумир» — «За высокое служение искусству».

## Литературная деятельность
Начиная с 1980 года Алла Демидова много времени уделяла литературному труду. Её перу принадлежат восемь книг, тема которых — воспоминания и размышления о природе театра и актёрского мастерства. О начале своей писательской деятельности актриса рассказывала: 
Писать начала случайно, хотя сегодня понимаю, что на самом деле случайности — это лишь звенья в длинной цепи закономерности. Ещё в самые советские времена меня попросили написать статью о профессии в газету «Правда». Я написала целый «подвал». После смерти Владимира Высоцкого ни в одной газете мы не смогли дать приличный некролог. Неожиданно мне звонит приятель из «Советской России»: «Шеф ушёл в отпуск, если сможешь за один день написать о Высоцком, я это поставлю в номер! Пиши как можно больше!» Я тут же написала, использовав в работе свои дневниковые записи о нём. Возможно, эта статья стала одной из причин, по которой мне впоследствии заказали книгу о театральных работах Высоцкого.А. Демидова. «Мгарскій колоколъ», 2009
Демидова-литератор дебютировала к 1980 году с книгой «Вторая реальность». За нею последовали «А скажите, Иннокентий Михайлович…» (1988), «Владимир Высоцкий» (1989), «Тени зазеркалья» (1993), «Бегущая строка памяти» (2000). Специалисты отмечали необычную, индивидуальную манеру её письма. «Как на стыке двух наук рождается новая наука, так, видимо, и на стыке актёрства и свойственных мне аналитических взглядов на события сформировался этот, присущий мне, стиль», — замечала актриса.
В 2006 году вышла книга «Ахматовские зеркала» (демидовское толкование «Поэмы без героя»), которую Д. Быков охарактеризовал как одну из «самых тонких и проницательных литературоведческих работ». Три года спустя по поводу переиздания актриса говорила: «Знаю, что книгу непросто читать. Мои комментарии, как и сама Поэма, кружат, раз за разом уточняясь. А многое я в первом издании и сама не расшифровала. Думала, что если это я знаю, то знают и другие, но оказалось, что не так. И поэтому в новом издании немало добавлений…» Презентация дополненного и уточненного издания книги состоялась 14 мая 2009 года в издательстве «ПРОЗАиК».
В мае 2008 года в издательстве «Вагриус» (серия «Мой XX век») вышла книга «В глубине зеркал». В неё вошли фрагменты предыдущих книг А. Демидовой («Вторая реальность», «Тени зазеркалья», «Бегущая строка памяти»), а также ряд новых материалов. 29 мая в книжном магазине «Библио-Глобус» актриса приняла участие в презентации книги
.
В 2010 году вышла новая книга Демидовой — «Письма к Тому». В основу её легла реальная переписка актрисы с профессором Гарвардского университета Томом Батлером и дневниковые записи; основная тема произведения — жизнь российской интеллигенции в 1990-е годы. В этом же году актриса начала работу над новой книгой — «Вспоминая „Вишнёвый сад“», основанной на сохранившихся дневниковых записях разговоров и размышлений А. Эфроса на репетициях, актёрских заметках на полях роли.

## Отзывы критики
Алла Демидова вошла в историю отечественного театра и кино как «одна из самых значительных и стильных современных русских актрис». Начиная с середины 1960-х годов критики, в большинстве своем, чрезвычайно высоко оценивали роли актрисы, относя её к числу «мастеров широкого диапазона, редкой самостоятельности, смелости творческих решений». Даже небольшие роли в исполнении Демидовой «обретали значительность и глубину, придавая неожиданный смысл подчас поверхностным картинам»; нередко её исполнение радикально смещало сюжетные акценты, ролевые планы (Аркадина, «Чайка»).
Критики высоко оценивали классические роли Демидовой, в работе над которыми актриса проявляла «тонкое чувство литературного портрета, авторского стиля воссоздаваемой эпохи». В <её> сценических дуэтах с Владимиром Высоцким (Гамлет, Лопахин) «схлёстывались лед и пламень, обжигающие одинаково», — писал журнал «Дом Актёра». «Ни грамма спрятанных беспокойных чувств на обозрение, ни малейшего повода усомниться в пошатнувшемся датском престоле Гертруда Демидовой не давала… Смирение перед роком, страх потревожить судьбу неверным движением души, паралич воли, осознанный отказ от права на поступок — все это Демидова прятала в тайники своих переживаний. На сцену же выходила королева, привыкшая к ритуалам почестей, с пластикой мягкой, но уверенной в своем праве восседать на троне и держать спину при любых обстоятельствах. Эта Гертруда была умна, в ней жил дух благородного стоицизма, она изучала себя со стороны подобно Постороннему Альбера Камю», — писала О. Галахова в статье «Лики роли».

Демидова-Раневская.
«Вишневый сад». Одеон, 1987

Эфросовский «Вишневый сад» не был принят специалистами безоговорочно: многие упрекали режиссёра в том, что он упростил пьесу, вывел её из «плена символической многозначительности». Но все отметили работу здесь Демидовой, которая оказалась практически лишена «подпорок» в лице подыгрывающих ей актёров. Демидова, по воспоминаниям многих, «вывозила на себе» весь спектакль. Эта способность, как отмечала А. Шендерова, «проводила невидимую черту между ней и остальными исполнителями». Фактически единственным партнёром, который оказывал ей поддержку, был В. Высоцкий. «Это надо было видеть, как её грациозная Раневская танцевала с Владимиром Высоцким-Лопахиным среди надгробных плит, и он смотрел на неё влюблёнными глазами, понимая, что с такой дамой голубых кровей, с такой женщиной ему уже не встретиться», — говорилось в одной из рецензий.
Вместе с тем, несмотря на зрительское признание и авторитет среди специалистов, А. Демидова оказалась и одной из «самых невоплощенных в экранном пространстве» отечественных актрис. Во многом это было обусловлено своеобразием актёрского дара Демидовой, которая «в изображении одержимости… всегда была склонна к сдержанности, а в холоде искала подавленную страстность». В то время как западные специалисты восхищались глубиной и эмоциональностью работ Демидовой, на Родине о ней нередко говорили как о «холодной», «интеллектуальной», «нехарактерной для русской сцены» актрисе.
А. Шпагин утверждал, что с некоторых пор актриса «стала нести себя на котурнах, теряя при этом и органику, и подлинное ощущение живой жизни». Её мир герметизировался: «стала появляться… нет, не манерность, а холодность, псевдозначительность, неорганичность». К творчеству Демидовой прочно пристал ярлык «интеллектуальности»; мало кто мог оценить доступную ей технику «не-выражения чувств, делающей их серьёзность особенно значимой». Как отмечается в «Новейшей истории отечественного кино», кинорежиссёры, быстро поняв, что А. Демидовой «нет равных в воплощении интеллектуальной рефлексии и духовной одержимости… с годами первое всё больше предпочитали второму: роли непроницаемо холодной и властной хозяйки положения стали преобладать в кинорепертуаре актрисы».
В конечном итоге склонность к тиражированию «холодного» демидовского образа привела к тому, что недооценённым (как кинорежиссёрами, так и Ю. Любимовым на Таганке) оказался её трагедийный талант; нередко непонятым оставался своеобразный синтез «истинно драматического темперамента» и внешне сдержанной, суховатой манеры игры. Одни и те же работы актрисы вызывали подчас полярные отклики специалистов. Так, роль графини Мертей, которую Т. Москвина сочла схематично-абстрактной, практически нераскрытой («Опыты Демидовой по извлечению абстрактно-трагического отчасти живописны, но не музыкальны: в них нет внутреннего развития»), М. Брашинский выделял как едва ли не центральную во всей её театральной карьере. Размышляя о причинах недооценки дара Демидовой отечественными специалистами (и замечая: «в нашей отечественной традиции почему-то ум противопоставляют сердцу, интеллект — душе»), О. Галахова считала, что именно «интеллект Демидовой, её способность вчитываться в текст не хуже любого литературоведа, её образованность сослужили актрисе, как ни странно, дурную службу».
Качества, не оценённые в полной мере режиссёрами, А. Демидова реализовала в собственном «Театре А». Высочайшие оценки получил, в частности, поставленный здесь спектакль Р. Виктюка «Федра» — «трагедия безнадежной страсти, жарко сочиненная Мариной Цветаевой». Пластика актрисы, не соответствующая словам — мейерхольдовское изобретение, освоенное Виктюком, — служила здесь «постоянным контрапунктом тексту Цветаевой». Более спорной оказалась постановка «Театром А» пьесы Х. Мюллера «Квартет». Газета «Экран и сцена» увидела в ней не более, чем набор «смелых поз, чуть ли не асан», призванный выразить благоговение перед самим «величием лицедейства», заметив, что «…смотреть на бесплодные усилия этих рабов сексуальной свободы становится скучно». «Театр А поставил перед собой задачу — сыграть концентрированную злонамеренность, отвержение добра, торжество насилия. Но похоже, что осуществлению этого замысла противоречит сама природа театрального искусства», — подытожила рецензию Э. Венгерова.
В конечном итоге критики сошлись в единодушной оценке значимости особого места, которое актриса сумела занять в театральной иерархии, став своего рода современным «символом интеллигентности», прикосновенным к «священным явлениям духовной жизни общества». Алла Демидова… «очертила вокруг себя магический круг, который и заполняет по своему усмотрению, не выходя за его пределы и ничего случайного и не нужного для себя туда не допуская», — писала критик Т. Москвина.

### Актёрское амплуа
Театр на Таганке, продолжавший под руководством Ю. Любимова традиции Мейерхольда, ставил перед актрисой многочисленные и разнообразные задачи. Постоянно играя (в том числе — в массовых сценах и второстепенных ролях), А. Демидова очень быстро вышла на практически универсальный уровень мастерства. Обладая широким диапазоном выразительных средств, основное признание она получила как одна из наиболее значительных трагедийных актрис современности; привкус трагичности, отмечали критики, был характерен для любых её, даже самых бытовых ролей. «Меня не интересует в ролях быт. Меня интересуют роль-тема, роль-сильный характер, роль-сильная личность», — так впоследствии формулировала своё кредо актриса.
«У неё всегда был очень выразительный внешний рисунок. Она не столько играла, сколько показывала характеры, что свойственно любимовскому, брехтовскому театру. Но она может работать в любом спектакле, у любого режиссёра. Она и в любимовской манере могла играть, и у Эфроса, хотя это совершенно противоположные режиссёры», — отмечал Б. Хмельницкий.
Существенным фактором, предопределившим творческое кредо актрисы и способствовавшим реализации её высших амбиций (в числе которых — прикосновение к театру античности), некоторые критики считали её внешние данные, пластичность:
Как и Грета Гарбо, <Алла Демидова> прежде всего — актриса рук и лица… Удивительная лепка головы делает её редкостно киногеничной. Сказать, что её лицо отличается красотой и благородством линий, — ещё ничего не сказать. Как и лицо Гарбо, оно по-своему абсолютно, то есть открыто каким угодно смыслам. Но в отличие от лица Гарбо, идеальность которого напоминала о смерти, «идеальное» лицо А. Д. говорит о жизни, запрятанной глубоко внутрь. Это свойство демидовского лица точнее других использовал Андрей Тарковский в «Зеркале».М. Брашинский. Новейшая история отечественного кино. 1986-2000
Особое значение сами по себе облик и образ актрисы имели в 1970-е годы, когда она в своём творчестве «…воплощала приоритет интеллекта и духовного аристократизма над иными, уже набившими оскомину ценностями и псевдоценностями». Как писал А. Шпагин, «с её образом на экран входил мир забытый, мир иной культуры, мир XIX века, потерявший и похоронивший своих богов — даже отдаленный образ его начал стираться в цивилизации масс и идеологий, но с появлением Демидовой — возвращался». Актриса (согласно Д. Быкову) по-прежнему являет собой «символ интеллектуальной честности и благородной сдержанности… один из ориентиров, на которые можно оглядываться в тусклые и бессмысленные времена».
Уже в XXI веке А. Демидова, ранее недооценённая в этом качестве, была признана критиками как одна из ведущих трагедийных актрис современности. «Потаённое, сдержанное, маскируемое иронией страдание было чертой героинь Демидовой ещё со времен Студенческого театра МГУ — именно так она играла роль Петрусовой в легендарной Такой любви Ролана Быкова», — отмечала А. Шендерова. «Алла Демидова остается в нашей памяти самой трагической Раневской», — писала исследовательница Чехова Э. Полоцкая.
Уже начиная с 1970-х годов в работах Демидовой наметилось стремление к «культу красоты», эстетизму; развившись, эта тенденция сблизила её с искусством Серебряного века. Поворотным пунктом стал в этом смысле «Вишневый сад». Как писала А. Шендерова, «…Раневская Демидовой пережила спектакль и осталась в зрительской памяти. Тоска по красоте с тех пор стала внутренним стержнем почти всех ролей актрисы». С другой стороны, начиная с определённого момента, актриса стала выходить за рамки традиционных жанровых канонов, предпочитая трагедию неклассическую, «преломленную через современность и иножанровость». Архетипический персонаж Демидовой «глубоко конфликтен и по природе трагичен». Её основная тема — неразделённость страсти, переходящая в реальное «состояние» и таким образом обрекающая на одиночество не только героиню, но и саму актрису, которой, как отмечалось, начиная с середины 1980-х годов партнёры требовались всё в меньшей степени.
А. Демидова о работе актёра 
Я так завидую людям, которые везде и всегда остаются собой. Личность актёра состоит из тех ролей, которые он играл, а в основе лежит что-то аморфное, поддающееся любому влиянию, часто с больной психикой и неустроенностью… На каком-то этапе актёрской работы я, видимо, растеряла свою суть, освободилась от роскоши стабильного характера. Для профессии это хорошо, наверное. Легче. …Когда я работаю, кроме работы, меня мало что интересует. Но и сама работа не приносит радости, она, как зубная боль, постоянно при тебе. От неё трудно укрыться даже ночью… Начало работы над ролью — самый мучительный период. Это словно тяжелая болезнь, когда не надеешься на выздоровление. Наверное, космонавту трудно оторваться от земли, перейти в мир, не подвластный земному тяготению. Так и актёру очень трудно оторваться от своего «я», перейти в вымышленный мир.
А. Галахова, признавая, что в глубоких и масштабных образах героинь Демидовой (как правило, одержимых идеями или амбициями) на первый взгляд «нет безудержного порыва чувств», отмечала, что такое впечатление обманчиво: «Суровая сдержанность, аристократический аскетизм, скупость в выражении прямых чувств — все это, действительно, присуще её манере игры. Но если Алла Демидова позволяет себе открыться, то уж наверняка…» Демидова в профессии, всегда «была не столько лицедейкой и клоунессой, сколько оракулом, транслирующим те или иные авторские, режиссёрские (а то и свои собственные) идеи — социальные и эстетические», — отмечала А. Рассказова.
Критики отмечали, что внешняя сторона образности Демидовой («холодность», «интеллектуальность») скрывала под собой глубинную составляющую. «Чувства как таковые (а значит, и жанр мелодрамы) никогда особенно не интересовали Демидову. Другое дело — происхождение чувств. Их истоки актриса видит в холодном мире идей, завладевающих человеком (отсюда её пресловутая 'интеллектуальность'). Её героиня всегда снедаема страстью, развившейся из рациональной идеи. Подавление страсти только прибавляет ей одержимости», — писал М. Брашинский. «Её героини… редко счастливы в любви, хотя обладают и красотой, и умом, и талантом. Чаще всего и одним, и другим, и третьим вместе. Они словно живут на разломах времени, где ветер гоняет обрывки часов и шелестит увядшими минутами», — замечал А. Смольяков.
Драматические качества, оставшиеся нереализованными на экране и на театральной сцене, Демидова воплотила в своих поэтических авторских программах, отмеченных «неповторимой манерой поэтического чтения», способностью прочитывать русскую поэзию по-своему, глубоко, «следуя, подобно поэтам, за музыкой стихов и одновременно передавая трагизм судеб их создателей».

## Характер и внешность
Анализируя творчество А. Демидовой, критики нередко соединяли последнее с необычной для советских театра и кино аристократичной, «царственной» внешностью актрисы. «Лицо у неё удивительное — словно с изящной камеи. С ним можно играть и блоковскую Незнакомку, и Грету Гарбо, и старуху Мелентьевну. Оно всегда вдохновляло художников», — писала «Культура». «Изысканная аскетичность облика, благородство поведения, сдержанный умный разговор, достоинство внутренней осанки, общее тихое „свечение“ — все привлекает в актрисе Демидовой, все свидетельствует, что она есть целый мир, но мир самодостаточный и в себе замкнувшийся, лишь бегло, неполно, отчасти, чуть-чуть проявляющийся в спектаклях», — развивала ту же мысль Т. Москвина. Между тем, облик актрисы, во многом соответствовавший природе её характера, изначально служил защитой для ранимой натуры. А. Демидова говорила, что относится к числу тех актёров, которые «патологически застенчивы в быту», предполагая: «Может быть, я <в детстве только> и мечтала стать актрисой, чтобы не быть самой собой?».
Эффектный имидж «дамы-интеллектуалки Серебряного века, как бы родившейся не вовремя» в сочетании с природной замкнутостью обеспечил Демидовой ореол «загадочности», в воображении коллег нередко ассоциировавшийся с высокомерием и отчуждённостью. Б. Хмельницкий вспоминал: 

Актёры в большинстве своём очень коммуникабельные люди, но Алла всегда любила уединение. Она была в нашем театре в хорошем смысле этого слова белой вороной. Некоторые считали, что она слишком изысканная, слишком высокомерная. Иных это оскорбляло: получается, что она — белая кость рядом с нами? А ведь она действительно такая и есть.
Другой её партнёр по театральной сцене, Вениамин Смехов, составил следующий перечень основных качеств актрисы: «Душевная ясность, прямота облика и суждений… Осторожность в выборе друзей, корректная дистанция с собеседником. <Она >горделива и чужда саморекламы». А. Шендерова, отмечая, что «характер Раневской в чём-то совпадал с человеческим стилем» самой исполнительницы, предполагала: Демидова, склонная к «самосозданию», достроила себя до придуманного образа, «сама стала напоминать актрис рубежа веков».
«В этой женщине никогда не было ничего бабьего, она всегда напоминала кремень или сколок мрамора, это уж как кому больше нравится. Наверное, поэтому мужики-актёры так и ценили её, постоянно советуясь с ней, зная, что не продаст и не предаст», — писала о Демидовой одна из рецензенток. Действительно, актриса приобрела репутацию «железной женщины», но и эту защитную функцию она выработала в противоборстве с застенчивостью; сама Демидова утверждает, что до сих пор озабочена преодолением этого комплекса. В. Смехов замечал, что Демидова «…может проплакать над письмом глупейшего содержания, неуважительной оценки её ролей».
Окружающие в большинстве своём воспринимали Демидову рассудочной и бесстрастной — актрисой и женщиной. Её глубоко ранила, в частности, шутливая фраза, брошенная однажды Любимовым: «Ах, Алла, это ваше Экзюпери…» Демидова по-прежнему убеждена, что «учитель» считал её манеру игры чересчур интеллектуальной и поэтому использовал лишь в самом узком амплуа. Актриса не раз говорила, что чувствовала себя на Таганке «лишней». Между тем, о роли актрисы в таганкинской труппе говорит само по себе замечание Валерия Золотухина о «Вишневом саде»: «Спектакль катился только тогда, когда все были в неё влюблены. И Демидова давала к этому огромный повод и как актриса, и как личность».

Ярко выраженный индивидуализм актрисы всегда граничил с тщательно скрываемой неприязнью ко всему коллективному. Возможно, определённую роль в этом сыграл эпизод детства, о котором она вспоминала:
Помню, как мы играли в детские игры на набережной возле «Балчуга», где тогда селили военных. Я была слабенькой, да ещё с наследственным туберкулёзом, но мне очень хотелось быть первой. Несоразмерность этого притязания и моих физических данных настолько раздражала других детей, что однажды они схватили меня и стали держать над рекой, грозя бросить вниз. Я вернулась домой в истерике и с тех пор возненавидела коллектив. Так и живу волком-одиночкой.А. Демидова. Интервью газете «Новые Известия»

Известно, что на съёмках актриса необщительна, не участвует в обсуждениях, а отснявшись, скрывается в гримёрке. До сих пор у неё нет друзей среди актёров, которым она не доверяет («они слишком хотят нравиться, а зачем и кому — для них неважно»). В театре коллеги (как считала сама Демидова), в основном, не понимали её характера и нередко ошибочно толковали её поведение. Актриса писала в книге воспоминаний:
Вообще отношение ко мне — странное было в театре. Сейчас в дневниках Золотухина я прочитала: «Я только теперь понимаю, насколько скучно было Демидовой с нами». Не скучно. Просто я не открывалась перед ними. Они не знали меня, и моё, кстати, равнодушное отношение к деньгам, воспринимали как жадность. Я презираю «купечество», ненавижу актёрский ресторанный разгул.А. Демидова. «Бегущая строка памяти»

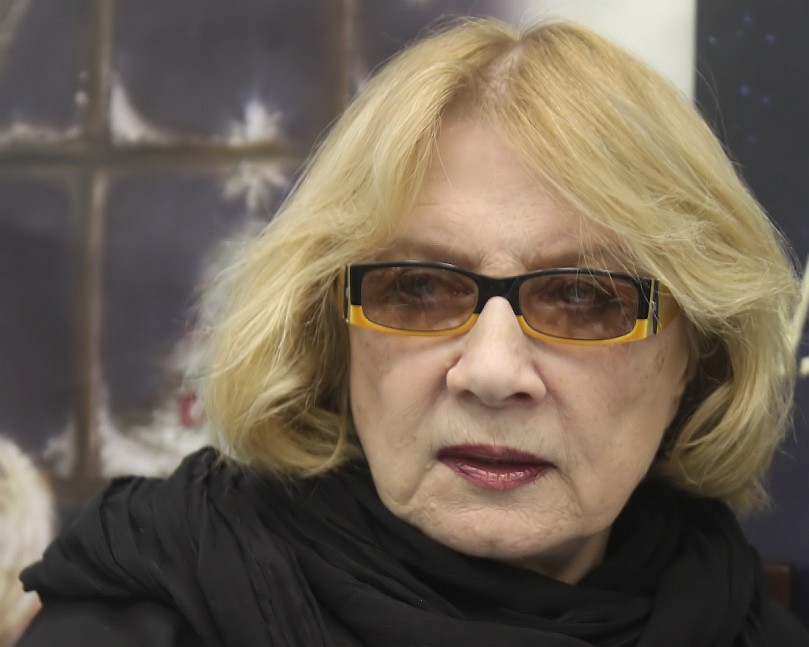
Алла Демидова,
29 января 2010 года

Отмечалось, что актриса, которая на сцене «…курит папиросы, способна на водевильное легкомыслие ролей мамаш и девиц лёгкого поведения» в жизни «не пьёт, не курит… чужда ветрености и закулисной пошлости». Более того, сама А. Демидова, полагая, что художнику следует быть аскетом, подчас трактовала это понятие буквально. Она говорила, что перед спектаклем артист не должен обедать; «прочие физиологические удовольствия» также полагала «малосовместимыми с искусством».
А. Демидова, большую часть жизни прожившая в браке, рассказывала, что любовь никогда не играла в её жизни серьёзной роли. Более того, — «Я никогда не хотела иметь детей. У меня нет материнского чувства», — признавалась она в интервью. Определяющее значение для актрисы всегда имело, по её словам, «гипертрофированное» чувство ответственности. «Я человек долга, может быть, это как раз Таганка… Нет, думаю, это по рождению. То, что должно, что я могу сегодня, я выполняю, хочу или не хочу», — замечала она.
А. Демидова рассказывала, что всегда ненавидела лживую комплиментарность («На моих глазах гибли захваленные актёры, возомнившие себя гениями»). По её словам, на Таганке «…только двум людям можно было делать замечания — Высоцкому и Золотухину. И никому больше». Сама она всегда предпочитала слышать нелицеприятные вещи, относилась к себе крайне критично, хотя, было время, «…считала, что <играет> плохо, но остальные — ещё хуже».
Одной из основных черт собственного характера Демидова всегда считала фатализм. «Считается, что если я открываюсь людям, то потом очень жёстко их отбрасываю. Но это только маска. В быту же, мне кажется, я — студень. Я никогда не спорю. Никогда не настаиваю на своём. Ну, будет — так будет. Ну, как пойдёт. Я начинаю решать и действовать, только когда это касается моих внутренних проблем, а так я ничего никогда не решаю», — признавалась она. Отвечая на реплику о том, что внешность её ничем не выдаёт кроющейся под нею «слабости», актриса замечала: «Это только так кажется. Потому что на мне маски всех героинь, которых я сыграла раньше».

### Мировоззрение
А. Демидова, не раз говорившая о театре как о средстве общения человека с космосом, всегда испытывала интерес к эзотерике; некоторые аспекты личной и творческой жизни она склонна объяснять с точек зрения, близких к оккультным. Актриса говорила, что всегда ощущала себя «старой». «Я родилась с сорокалетней душой… Даже когда мне было двадцать лет, я чувствовала себя на сорок…», — рассказывала она. «Сорокалетняя душа» в представлении Демидовой — это «последняя реинкарнация» (после которого её душа «больше сюда не вернётся»); она рассказывала о том, что «просчитывала реинкарнации и обнаружила, что в Древней Греции была актёром, а в Германии — алхимиком».
Демидова одна из первых пришла в лабораторию академика А. Г. Спиркина, где общалась и даже сдружилась с «очень сильными экстрасенсами». Позже её отношение к этим экспериментам изменилось. «В какой-то степени я поняла, что дверь, в которую мы тогда стучались, для нас пока закрыта, и рядом с ней начинается шаманство… Я отошла от этих людей, от этих проблем», — позже говорила актриса.
А. Демидова утверждала, что разработала «метод выявления психической энергии»; по этой теме она проводила мастер-классы в Канаде, Греции, Японии, Италии, Франции. «Как ни странно — там этот метод оказался востребованным, а в СНГ — нет», — замечала она. Актриса говорила, что, находясь на сцене, воздействует на зал гипнозом, причём результат этого воздействия достигается вовлечением «критической массы» аудитории. «Я кое-что поняла в своей профессии, когда познакомилась с одним очень сильным профессиональным гипнотизёром. Он гипнотизировал целые залы и говорил, что это возможно, если гипнозу поддаются 30 процентов зрителей. Если не набирается тридцати, то ничего не получится, в какой бы хорошей форме ты ни был. Так же и в театре: есть эти 30 процентов, считайте, что зал мой, а если нет, ничего не поделаешь; публика сейчас очень изменилась, они, как дети, смотрят на того, кто говорит», — говорила она.
А. Демидова увлечена идеей исследования «сверхчувственных энергий». В книге «Бегущая строка памяти» она рассказала о том, как обсуждала проблему «психического воздействия» на зал с В. Высоцким и нашла в нём единомышленника. Демидова, по её словам, единственная в театре знавшая о наркотической зависимости Высоцкого, понимала, что именно наркотики «позволяли ему добиться такого выплеска психической энергии, что <её> можно было потрогать». «Стоя перед ним на сцене, я физически ощущала её направленный поток», — вспоминала она.

## Личная жизнь
Была замужем за киносценаристом Владимиром Валуцким (1936—2015), с которым познакомилась в 1961 году. Детей нет. Снялась лишь в одном фильме по сценарию мужа — «Повесть о неизвестном актёре» (1976).

## Награды и звания
- 1973 — «Заслуженный артист РСФСР»

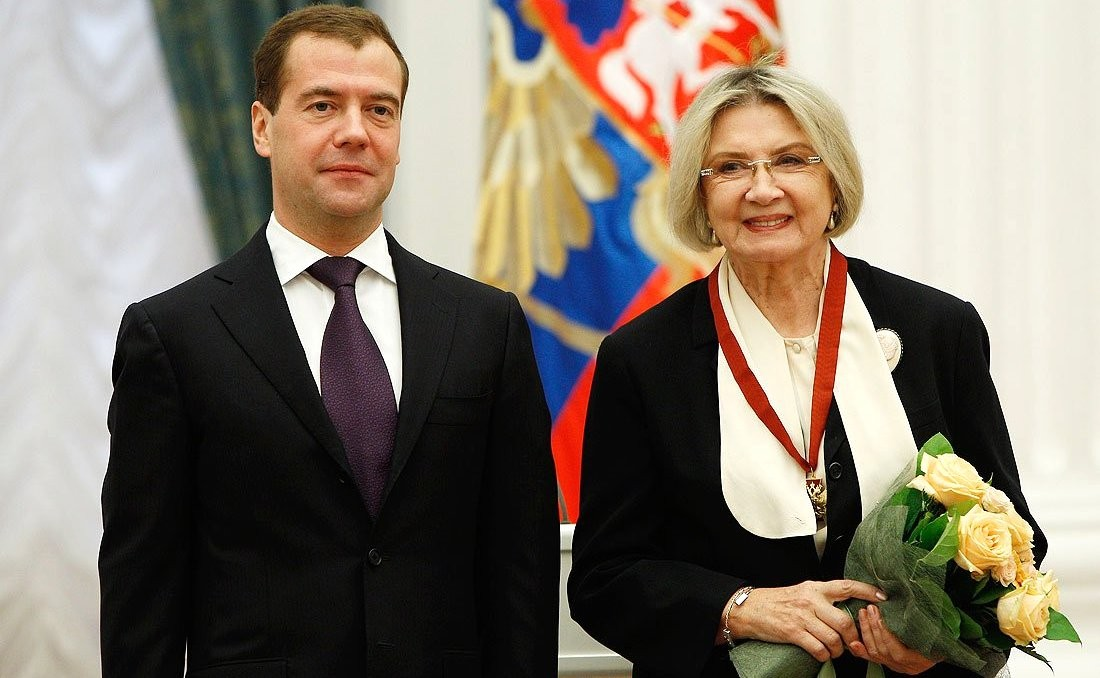
Награждение орденом «За заслуги перед Отечеством» III степени,
31 октября 2011 года

- 1977 — «Государственная премия СССР» — "За участие в фильме «Бегство мистера Мак-Кинли».
- 1984 — «Народный артист РСФСР»
- 1993 — Премия имени К. С. Станиславского
- 1997 — Орден Дружбы — «За заслуги перед государством, большой вклад в укрепление дружбы и сотрудничества между народами, многолетнюю плодотворную деятельность в области культуры и искусства»[54]
- 2001 — Премия Президента Российской Федерации в области литературы и искусства 2000 года (25 апреля 2001)[55]
- 2004 — Премия Гильдии киноведов и кинокритиков России «Золотой овен» за лучшую женскую роль (фильм «Настройщик»)
- 2005 — Премия «Ника» за лучшую женскую роль (фильм «Настройщик»)
- 2006 — Премия «Золотой орёл» за лучшую женскую роль (фильм «Настройщик»)[56]
- 2007 — Орден «За заслуги перед Отечеством» IV степени — «За большой вклад в развитие отечественной культуры и искусства, многолетнюю творческую деятельность»[57]
- 2009 — Премия «Кумир» (2009) — «За высокое служение искусству»
- 2011 — Орден «За заслуги перед Отечеством» III степени — «За большой вклад в развитие отечественного театрального и кинематографического искусства, многолетнюю творческую деятельность»[58]
- 2011 — Национальная премия «Россиянин года»[59]
- 2013 — Лауреат премии «Хрустальная Турандот»
- 2015 — Лауреат премии «Фигаро»
- 2016 — Лауреат премии «Звезда театрала» в самой почётной номинации «Легенда сцены»
- 2018 — Лауреат премии «Золотая маска» в номинации «Лучшая драматическая актриса» за роль в спектакле «Ахматова. Поэма без героя» (Гоголь-центр)
- 2018 — Лауреат Платоновской премии в Воронеже «За бесстрашие и достоинство в искусстве»
- 2018 — Лауреат Премии Станиславского 2018 «За выдающийся вклад в развитие театрального искусства России»
- 2022 — Лауреат премии «Золотая маска» в номинации «За выдающийся вклад в развитие театрального искусства»

## Фильмография
| Год  |     | Название                                                         | Роль                                                                              |
| ---- | --- | ---------------------------------------------------------------- | --------------------------------------------------------------------------------- |
| 1957 | ф   | Ленинградская симфония                                           | студентка на лекции                                                               |
| 1960 | ф   | Первое свидание                                                  | девушка у костра (нет в титрах)                                                   |
| 1961 | ф   | Девять дней одного года                                          | студентка (нет в титрах)                                                          |
| 1964 | кор | Что такое теория относительности?                                | учёный-физик                                                                      |
| 1965 | ф   | Комэск                                                           | Лидия Васильевна Линяева, дежурный метеоролог                                     |
| 1966 | ф   | Дневные звёзды                                                   | Ольга Берггольц                                                                   |
| 1967 | кор | Стюардесса                                                       | Ольга Ивановна                                                                    |
| 1968 | ф   | Живой труп                                                       | Лиза Протасова                                                                    |
| 1968 | ф   | Служили два товарища                                             | комиссар                                                                          |
| 1968 | ф   | Степень риска                                                    | Женя                                                                              |
| 1968 | ф   | Шестое июля                                                      | Мария Спиридонова                                                                 |
| 1968 | ф   | Щит и меч                                                        | Ангелика Бюхер                                                                    |
| 1968 | кор | Четвёртый папа                                                   | воспитательница                                                                   |
| 1969 | ф   | Чайковский                                                       | Юлия фон Мекк                                                                     |
| 1970 | ф   | Чайка                                                            | Ирина Николаевна Аркадина                                                         |
| 1971 | тф  | Возмездие                                                        | Имя персонажа не указано                                                          |
| 1971 | мтф | Вся королевская рать                                             | Анна Стентон                                                                      |
| 1971 | ф   | Иду к тебе...                                                    | Леся Украинка, Лариса Петровна Косач                                              |
| 1971 | ф   | Ты и я                                                           | Катя                                                                              |
| 1972 | ф   | Визит вежливости                                                 | Нина Сергеевна                                                                    |
| 1972 | тф  | Стихи о Прекрасной даме                                          | Имя персонажа не указано                                                          |
| 1974 | ф   | Выбор цели                                                       | Джейн, возлюбленная Оппенгеймера                                                  |
| 1974 | ф   | Зеркало                                                          | Елизавета Павловна                                                                |
| 1975 | ф   | Бегство мистера Мак-Кинли                                        | проститутка                                                                       |
| 1976 | ф   | Всегда со мною                                                   | Елена Игнатьевна Смысловская, Искусствовед отдела Эрмитажа в блокадном Ленинграде |
| 1976 | ф   | Легенда о Тиле                                                   | Катлина                                                                           |
| 1976 | ф   | Повесть о неизвестном актёре                                     | Ольга Сергеевна Светильникова                                                     |
| 1977 | ф   | Аленький цветочек                                                | Колдунья                                                                          |
| 1977 | тф  | Любовь Яровая                                                    | Павла Петровна Панова                                                             |
| 1978 | ф   | Отец Сергий                                                      | Пашенька                                                                          |
| 1979 | тф  | Стакан воды                                                      | Герцогиня Мальборо                                                                |
| 1981 | ф   | Звездопад                                                        | мать Лиды                                                                         |
| 1981 | тф  | Приключения Шерлока Холмса и доктора Ватсона: Собака Баскервилей | Лора Лайонс / дочь фермера, похищенная Хьюго                                      |
| 1982 | тф  | Пиковая дама                                                     | рассказчица                                                                       |
| 1984 | тф  | Александр Блок. Родина                                           | читает стихи Блока                                                                |
| 1984 | ф   | Время отдыха с субботы до понедельника                           | Анна                                                                              |
| 1985 | тф  | Дети солнца                                                      | Елена Николаевна Протасова                                                        |
| 1985 | кор | Испытатель                                                       | Елена                                                                             |
| 1987 | ф   | Крейцерова соната                                                | пассажирка                                                                        |
| 1988 | ф   | Осень, Чертаново…                                                | кинорежиссёр                                                                      |
| 1989 | тф  | Три сестры                                                       | Маша                                                                              |
| 1992 | тф  | Электра                                                          | Электра                                                                           |
| 1992 | ф   | Бесы                                                             | Марья Тимофеевна Лебядкина                                                        |
| 1997 | ф   | Маленькая принцесса                                              | мисс Минчин                                                                       |
| 1998 | ф   | Незримый путешественник                                          | императрица Елизавета Алексеевна                                                  |
| 2000 | тф  | Воспоминания о Шерлоке Холмсе                                    | Лора Лайонс                                                                       |
| 2002 | ф   | Письма к Эльзе                                                   | Эльза                                                                             |
| 2004 | ф   | Настройщик                                                       | Анна Сергеевна                                                                    |
| 2004 | ф   | Смерть Таирова                                                   | Алиса Георгиевна Коонен                                                           |
| 2006 | ф   | Русские деньги                                                   | Меропия Давыдовна Мурзавецкая                                                     |
| 2012 | ф   | Вечное возвращение                                               | Она                                                                               |
| 2017 | ф   | Мешок без дна                                                    | Баба-яга                                                                          |

### Озвучивание
- 1970 — Тысяча сто ночей (документальный) — читает текст
- 1983 — Путь в вечность (мультипликационный) — читает текст
- 1987 — Школа изящных искусств. Пейзаж с можжевельником (мультипликационный) — читает текст
- 1998 — Жизнь Солженицына (документальный) — читает комментарии и документы

## В культуре
- В фильме «Сукины дети» по произведению Леонида Филатова, посвящённом Театру на Таганке в момент конфликта Юрия Любимова с властью и объявления о его эмиграции, Демидова выведена под именем «Елена Константиновна Гвоздилова». Эту роль исполняет Нина Шацкая. Описание из беллетризированного сценария:

 …Елена Константиновна Гвоздилова, театральная прима, любимица критики, европейская штучка, ухоженная и уравновешенная, с хорошо отработанным выражением утомлённой иронии в глазах.

- В 1989 году в Донецком оперном театре Алла Демидова выступила в защиту неофициального искусства за Выставочный центр Авангард[60].
- С 2011 года Алла Сергеевна является попечителем Музея органической культуры[61].
- В сентябре 2021 года состоялась премьера документального фильма Любови Аркус «Кто тебя победил никто» о жизни и творчестве Аллы Демидовой[62][63]. 9 октября фильм был показан на Первом канале в программе «Закрытый показ».